# Patsy Kelly
Patsy Kelly (nascida Sarah Veronica Rose Kelly; 12 de janeiro de 1910 – 24 de setembro de 1981) foi uma atriz americana. Ela é conhecida por seu papel como a ajudante ousada e brincalhona de Thelma Todd em uma série de curtas-metragens de comédia produzidos por Hal Roach na década de 1930. A carreira de Kelly continuou em funções semelhantes após a morte de Todd em 1935.
Depois que sua carreira cinematográfica declinou em meados da década de 1940, Kelly voltou para Nova Iorque, onde trabalhou no rádio e no Summer stock theater. Ela também se tornou amiga de longa data e assistente pessoal de Tallulah Bankhead. Kelly voltou às telas depois de 17 anos com participações especiais na televisão e no cinema.
Kelly voltou aos palcos na revivificação de No, No, Nanette de 1971, pelo qual ganhou um Tony Award. Ela continuou aparecendo em papéis no cinema e na televisão até sofrer um derrame em janeiro de 1980 que limitou sua capacidade de falar.

## Início da vida e início de carreira

### Juventude e anos de formação
Kelly nasceu Sarah Veronica Rose Kelly no Brooklyn, Nova Iorque, filha de pais imigrantes irlandeses John e Delia Kelly. Seu pai, John, era um policial que deixou Ballinrobe, Condado de Mayo, Irlanda, por volta de 1900, para escapar da perseguição. Ele morreu em 1942. Sua mãe, Delia, morreu em 1930. Ela era a mais nova de cinco filhos, dos quais apenas dois nasceram na América. Ela adquiriu o apelido de "Patsy" por ser alvo de provocações gentis de sua família e se tornar "o cara bode expiatório" de muitas de suas travessuras. "Eu estava sempre girando e tropeçando pela casa, geralmente em cadeiras." Ela foi originalmente inspirada a se tornar bombeira décadas antes de o campo ser aberto para a primeira mulher do FDNY em 1982, mas sua mãe a matriculou em uma escola de dança para mantê-la fora das ruas de Manhattan. Em 1922, ela começou sua carreira no entretenimento no vaudeville como dançarina aos 12 anos. Aprendendo a sapatear na Jack Blue's School of Rhythm and Tap, ela fez amizade com a futura atriz e colega Ruby Keeler. Ela teve mais do que sua cota de arranhões quando era jovem. Ela caiu de uma escada de incêndio quando tinha sete anos, foi atropelada por um automóvel quando tinha oito anos e se envolveu em nada menos que cinco acidentes em uma semana, aos nove anos de idade. Foi nesse momento que seus pais decidiram mandá-la para uma escola de dança, onde ela quebrou o tornozelo no final da primeira semana. Ela primeiro frequentou a St. Paul's Cathedral School, depois a Professional Children's School com Keeler.

### Adolescência
Em 1923, aos 13 anos, ela passou de aluna a instrutora, ganhando US$ 18 por semana, mas voltando para casa quase duas ou três da manhã. “Então”, Kelly lembrou uma vez, relembrando os anos que antecederam isso, “o padre Quinn, que sabia sobre mim e meu sapateado, aconselhou minha mãe a me mandar para uma escola de dança. Ele pensou que talvez isso me interessasse por algo além do basebol. Isso aconteceu. Gostei da dança e com o tempo comecei a dar aulas na escola onde acabava de estudar.
Ela atuou no ato de Frank Fay, primeiro em uma rotina de música e dança e mais tarde como contraponto cômico de Fay. Seu irmão John W. (Willie) originalmente tentou o emprego, mas no final foi Kelly quem acabou conseguindo o cargo no Teatro Palace com Fay, enquanto Willie foi trabalhar no Waldorf Astoria, depois de ser motorista de Fay por um período. "Meu irmão não se importou. Ele achou que era coisa de maricas, de qualquer maneira." Em uma rotina, Kelly disse a Fay e ao público que ela havia estado no salão de beleza. Fay comentou: "E eles não esperaram por você?" Ela permaneceu com Fay por várias temporadas até que Fay finalmente a dispensou, seja por recusar uma proposta de casamento e por não chamá-lo pelo sobrenome, ou por se recusar a viajar para a Inglaterra.

### Broadway
Kelly fez sua estreia na Broadway em 1927, atuando em Harry Delmar's Revels com Bert Lahr e Winnie Lightner no Teatro Shubert. Em outras atividades na Broadway, ela atuou em Three Cheers (1928) com Will Rogers e Dorothy Stone, Earl Carroll's Sketch Book (1929) com William Demarest e Faith Bacon, Earl Carroll's Vanities (1930) com Jack Benny e Jimmy Savo, The Wonder Bar (1931) com Al Jolson, e na revista musical Flying Colors de Howard Dietz-Arthur Schwartz (1932) com Clifton Webb, Imogene Coca, Buddy Ebsen e Charles Butterworth. Em seus últimos anos, ela apareceu em No, No, Nanette (1971) com Ruby Keeler e Jack Gilford, e Irene (1973) com Debbie Reynolds.

## Carreira cinematográfica

### Início da década de 1930

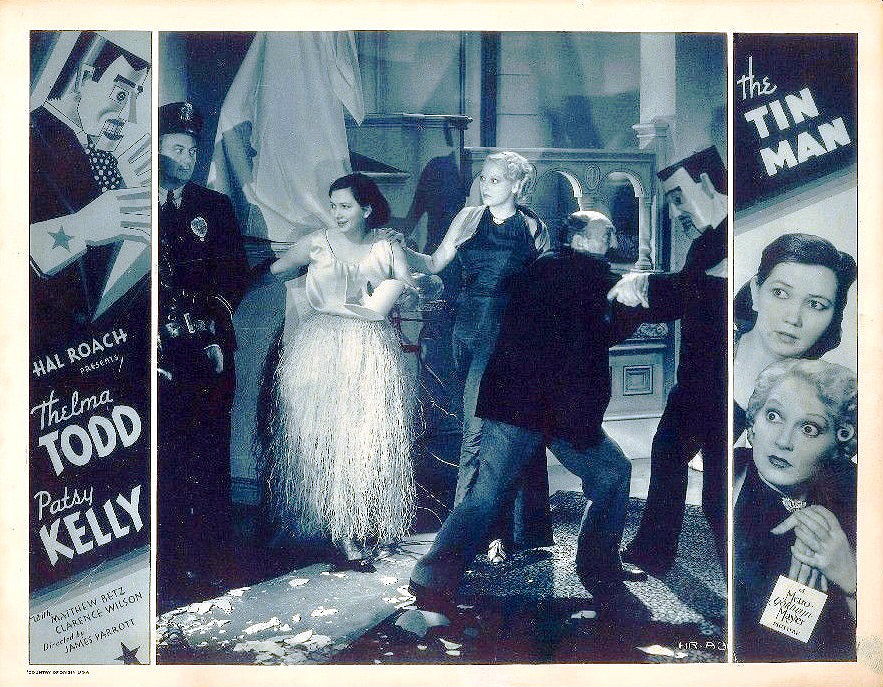
Cartão de entrada para a curta comédia The Tin Man (1935) com Patsy Kelly e Thelma Todd

Kelly fez sua estreia nas telas em um curta da Vitaphone filmado no Brooklyn, The Grand Dame (1931), onde ela interpreta a namorada rica de um gângster rico. Em 1933, supostamente depois de vê-la em Flying Colors, o produtor Hal Roach contratou Kelly para se juntar a Thelma Todd em uma série de comédias curtas e para substituir sua então atual co-estrela ZaSu Pitts após uma disputa contratual, começando com Beauty and the Bus (1933). Pitts exigiu um aumento salarial de US$ 8.000 por roteiro, então Roach encerrou seus serviços. Antes de se mudar para Hollywood, Kelly deu a entender que "serei um fracasso no cinema. Além disso, não gosto deles e nunca acreditei que existisse um lugar chamado Hollywood. Alguém inventou isso!" Certa vez, ela confidenciou ao Motion Picture que: “Tentei por alguns dias e pensei que era a coisa mais idiota do mundo. Tive que acordar por volta das cinco da manhã e pegar uma lanterna para iluminar meu caminho para o estúdio. Eu chegava lá e não havia plateia, nem aplausos. Era como falar sozinho. Alguém estava sempre gritando: 'Quieto!' ou 'Silêncio!' Minha voz sempre estava alta demais ou não alta o suficiente. Você tinha que se desmaiar com uma baforada de pólvora nesse negócio. Faça as pazes a cada minuto. Eu estava sempre pendurada na janela, na beira de um penhasco ou na lateral de um carro que viajava a 145 quilômetros por hora. Ou eu estava levando uma pancada no feijão com uma panela ou frigideira. No primeiro dia eu estava gritando: 'Ei, onde estão aquelas duplas de que ouvi falar?' Depois de alguns dias, arrumei minhas roupas e peguei um trem de volta para o leste."
Kelly, portanto, inicialmente relutou bastante em fazer a transição para o cinema, mas Thelma Todd a encorajou a permanecer em Hollywood, e ela o fez. Todd até dirigiu até Pasadena para impedir Kelly de retornar no trem com destino a Nova Iorque. Ela também ajudou Kelly com suas finanças e problemas fiscais durante os primeiros estágios de sua mudança para o oeste. Já endividada, Todd sugeriu-lhe que não declarasse falência; que isso prejudicaria sua classificação de crédito. “Aqueles foram os dias mais felizes que tive no cinema”, disse Patsy em 1937, “ganhei mais dinheiro desde então, mas a diversão que Thelma e eu tivemos fazendo aquelas comédias bobas de dois rolos é algo que acontece apenas uma vez na vida. Thelma foi melhor que qualquer tônico e me ensinou muito sobre comédia.”
Pouco depois do término das filmagens de Beauty and the Bus, em agosto de 1933, Kelly se feriu quando era passageira de um carro dirigido por Gene Malin, o proeminente artista drag. Malin aparentemente confundiu as marchas e deu ré em um cais para a água, depois de se apresentar no Ship Cafe, um clube em Venice, Los Angeles. Malin morreu; Kelly e colega passageiro Jimmy Forlenza sofreram ferimentos graves. Os médicos disseram a ela que ela tinha apenas dez anos de vida com base na quantidade de água arenosa que entrou em seus pulmões, mas na verdade sobreviveu por décadas após o acidente. Kelly disse uma vez que "ouvi um júri de médicos com rostos graves balançando a cabeça sobre meu corpo supostamente inconsciente. Eles estavam me dando no máximo dez anos de vida. Talvez eles estejam certos. Quando ouvi esse veredicto científico, eu estava muito assustado. Mas me recompus e disse: 'Kelly, só há uma maneira de vencer esse rap: não se preocupe - e divirta-se nos anos restantes.
Os curtas de Todd-Kelly consolidaram a imagem de Kelly: uma mulher ousada, livre, divertida e brincalhona que frequentemente perfurava a pomposidade de outros personagens. A maioria foi dirigida por Gus Meins, como Air Fright (1933), Maid in Hollywood (1934), e Babes in the Goods (1934). Entradas posteriores na série, como Slightly Static (1935), mostraram as habilidades de dança de Kelly. Referindo-se ao tempo que passou no Hal Roach Studios, Kelly exclamou: "Eu ri desde o momento em que cheguei ao estúdio até sair à noite. Fiquei quase com vergonha de receber um salário." Kelly fez 21 curtas com Todd antes de Todd morrer em 1935 de envenenamento por monóxido de carbono após filmar An All-American Toothache (1936) com Mickey Daniels e Duke York. Anos depois, sobre a morte de Todd, Kelly revelou: "Ela brigou com o amante em uma festa naquela noite. Eu não estava lá, mas amigos meus estavam e eles me contaram sobre isso. Houve muitas coisas suspeitas em torno de sua morte que nunca foram explicadas. Ela certamente não estava bêbada. Thelma costumava beber uma bebida durante a noite inteira e nunca tocou em drogas de qualquer tipo. Ela era uma mulher forte da Nova Inglaterra, com um poderoso senso de humor e um maravilhoso entusiasmo pela vida. Sempre imaginei que Deus queria outro anjo. Ela era muito jovem e muito bonita..."
Todd acabou sendo substituída pela alegre Pert Kelton em um curta, Pan Handlers (1936), mas Kelton foi rapidamente substituída por Lyda Roberti, uma comediante nascida na Polônia com um forte sotaque estrangeiro. Juntos, eles estrelaram a linda comédia de Hal Roach, Nobody's Baby (1937), pouco antes da morte prematura de Roberti. Segundo Kelly, Roberti morreu de insuficiência cardíaca em 1938, enquanto se curvava para amarrar um cadarço. Foram incidentes como esses que perpetuaram ainda mais a reputação de Kelly como um azar em Hollywood. E embora alguns considerassem sua má sorte, suas performances nunca foram prejudicadas por isso. "Veja, algo, maldito seja, se eu sei o que é, aconteceu comigo desde que vim para esta cidade maluca. Todo mundo que eu amei, a quem recorri, precisei, se foi, assim como Thelma. Foi Jean Malin, aquele ótimo ator e imitador de Nova Iorque, primeiro. Eu era amiga de Jean e sua esposa há anos em Nova Iorque. Depois fui ao Ship Café naquela noite em que Jean desapareceu. Olhei para a placa piscando acima da porta que dizia, 'A última noite de Jean Malin', e tão claramente quanto estou ouvindo você, uma voz disse: 'Tenha cuidado, é a última noite dele.' Ele deu ré com o carro no oceano, perto do final do píer, apenas uma hora depois. Estávamos todos submersos na água. A adrenalina funcionou comigo. Não funcionou com Jean."
Sua estreia em longa-metragens foi no papel de Jill Barker em Going Hollywood (1933), da MGM, e dividiu o tempo na tela com nomes como Marion Davies, Bing Crosby, Fifi D'Orsay e Ned Sparks. O papel foi um pouco mais do que um mero passeio, e ela não teve a chance de mostrar seus talentos musicais, embora a imagem contenha vários momentos musicais deliciosos fornecidos por artistas como Crosby e The Radio Rogues.
Os vários papéis de Kelly no cinema na década de 1930 variaram da comédia inexpressiva e maluca ao dramático de forma impressionante e poderosa. Havia muito pouco que ela não conseguia controlar na tela. No lado cômico, ela apareceu em uma comédia americana alegre como Pick a Star (1937) com Rosina Lawrence, Jack Haley e Laurel & Hardy, na comédia de boxe Kelly the Second (1936) com Guinn Williams e Charley Chase, e na mordaz sátira política Thanks a Million (1935), com Dick Powell, Ann Dvorak e a famosa personalidade do rádio Fred Allen. No que diz respeito ao drama, ela mostrou seu lado mais sério em filmes como o veículo de Jean Harlow com sabor político The Girl from Missouri (1934) com Franchot Tone e Lionel Barrymore, e em Private Number (1936) estrelado por Loretta Young e Basil Rathbone.
Em 1935, antes da morte de Todd, e depois que Stan Laurel teve um desentendimento com Hal Roach por causa de um desentendimento contratual, houve rumores de que Kelly se juntaria a Oliver Hardy para interpretar sua esposa e mãe de Spanky McFarland em uma série chamada The Hardy Family, mas o projeto foi descartado quando Laurel voltou ao grupo. Um piloto, intitulado Their Night Out, foi anunciado, com James W. Horne escalado para dirigir, mas nunca passou da fase de conversação. Ela estava concorrendo para interpretar a esposa de Laurel em Sons of the Desert (1933), mas seu papel acabou sendo preenchido por Dorothy Christy.
Durante a década de 1930, Kelly também apareceu em musicais como Going Hollywood (1933), a extravagância do futebol universitário Pigskin Parade (1936) com Stuart Erwin e Judy Garland (em seu primeiro papel no cinema), interpretando a segunda banana em Sing, Baby, Sing (1936) com Gregory Ratoff, Adolphe Menjou e Ted Healy, e em Every Night at Eight (1935), da Paramount Pictures, interpretando um de um trio de cantores esperançosos (os outros dois interpretados por Alice Faye e Frances Langford) que são descobertos por um ambicioso líder de banda operário chamado Tops Cardona, interpretado com simpatia por George Raft, que os batiza de "The Swanee Sisters". No filme, Kelly mostra seu talento como cantora cantando melodias de Jimmy McHugh-Dorothy Fields, como a leve e alegre "I Feel a Song Coming On" e "Speaking Confidentially". O filme apresentou ao mundo a música "I'm in the Mood for Love", cantada por Langford. O sapateado que ela aprendeu quando era jovem foi bem aproveitado em filmes como Thanks a Million, da 20th Century Fox, e Go into Your Dance (1935), da Warner Bros., estrelado por Ruby Keeler e Al Jolson em seu único par de telas. De acordo com a colunista Ruth White: “Onde quer que você encontre um grupo risonho em um palco sonoro, você encontrará Patsy no centro dele. Ela é amiga de todos, tão gentil com os adereços quanto com as estrelas mais famosas... Isso alegre ladrão de imagens ... faz com que o filme funcione de tal forma que só depois de o filme ser exibido é que seus colegas de elenco percebem que ela roubou o show.

### Final da década de 1930 e início da década de 1940
Em 1936, ela disse a um entrevistador: "É claro que tive a sorte de ter desfrutado de uma longa e bastante bem-sucedida carreira no palco antes de ir para Hollywood, mas mesmo assim, tive que começar tudo de novo, pois há muita diferença entre o palco e o técnica de atuação na tela como existe entre o dia e a noite... A garota comum de uma cidade pequena que vem para Movieland sem experiência anterior no palco ou na tela encontrará o caminho à frente às vezes difícil e comovente.
Em 1937, ela foi enviada para um sanatório para fazer dieta e perdeu vinte quilos. Embora a nova e mais magra Kelly não tenha durado muito, ela estava bastante orgulhosa de sua conquista. "Olha! Quase consigo me esconder atrás de Gary Cooper de lado!"
No final da década, ela apareceu como a vendedora Peggy O'Brien em There Goes My Heart (1938), de Hal Roach, estrelado por Fredric March e Virginia Bruce no papel do interesse amoroso de Alan Mowbray, e como Kitty em The Gorilla (1939), apresentando um a assustadora Béla Lugosi e os sempre deliciosamente malucos e excêntricos Irmãos Ritz, uma performance que ela certa vez citou como sua favorita. No início da década de 1940, sua proficiente atuação e talento cômico a levaram a conviver e dividir a tela com grandes estrelas como John Barrymore (em seu último papel no cinema), Gary Cooper, Merle Oberon, Walter Brennan, John Wayne, Bert Lahr, Lupe Vélez, Eddie Albert, Victor McLaglen, e até mesmo Phil Silvers e Ann Miller em sua estreia nas telonas, Hit Parade of 1941. Ela também co-estrelou com sua antecessora ZaSu Pitts na comédia ferroviária de Roach, Broadway Limited (1941), nesse período. Rostos familiares que aparecem frequentemente em seus filmes incluem Si Jenks, Douglas Fowley, Charlie Hall, Marion Davies, Don Barclay e Arthur Housman.
Em seus filmes, era possível encontrá-la muitas vezes interpretando uma empregada atrevida ou uma assistente, como fez em filmes como Page Miss Glory, The Gorilla, Topper Returns, e Merrily We Live. Posteriormente, esses papéis coadjuvantes cômicos foram um prenúncio do que estava por vir para Kelly. Ela brincou dizendo que muitas vezes era escolhida como empregada doméstica, "...porque eu tinha uma fantasia de empregada que cabia. Eles não precisaram me comprar uma roupa nova. Eles a emprestaram de um estúdio para outro."
Depois de aparecer em um ou dois filmes para a RKO, ela começou a estrelar filmes de baixo orçamento, como My Son, The Hero (1943), com Roscoe Karns e Maxie Rosenbloom, e Danger! Women at Work (1943), filmes divulgados pela Producers Releasing Corporation.

## Carreira posterior
A carreira cinematográfica de Kelly estagnou depois de ser rejeitada pelos estúdios por se declarar lésbica. Depois de deixar Hollywood, Kelly voltou para a cidade de Nova Iorque, onde trabalhou no rádio com personalidades como Barry Wood no The Palmolive Party da NBC (que foi transmitido nas noites de sábado às 22h), viajou pelos Estados Unidos e Canadá para entreter as tropas durante a Segunda Guerra Mundial, e fez summer stock theatre em shows como My Sister Eileen e On the Town. Ela também trabalhou como assistente pessoal de Tallulah Bankhead e apareceu com ela no palco em Dear Charles (1955). Mais tarde, ela se mudou para a mansão "Windows" de Bankhead em Bedford Village, Nova Iorque, atuando como sua doméstica, ou "residente convidada".

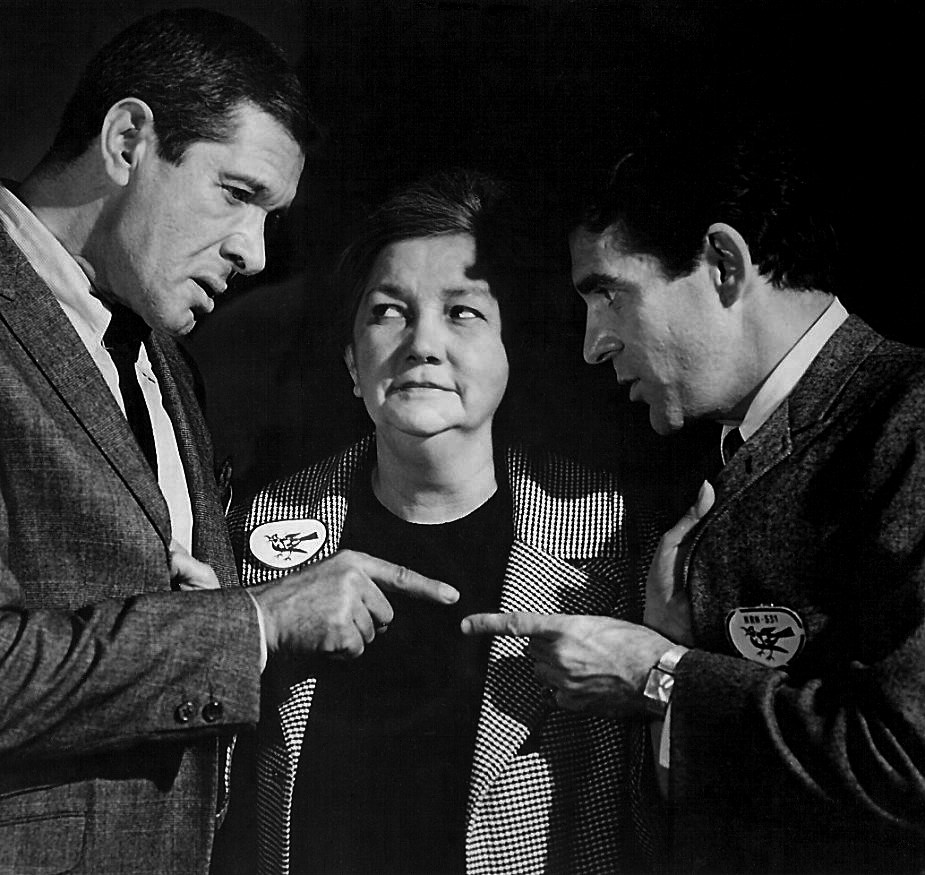
Foto das estrelas convidadas Jan Murray, Patsy Kelly e Pat Harrington do programa de televisão The Man From U.N.C.L.E.. Os três desempenham papéis de executivos da THRUSH disputando o poder na organização no episódio "The Hula Doll Affair".

Kelly voltou às telas na década de 1950 com papéis esporádicos na televisão e no cinema. Na televisão, ela apareceu como convidada em 26 Men, Kraft Television Theatre, The Man from U.N.C.L.E., The Dick Van Dyke Show, The Wild Wild West, e Alfred Hitchcock Presents, bem como em muitos pilotos não vendidos. Durante a década de 1960, ela fez aparições memoráveis como Mac, a Enfermeira em The Naked Kiss (1964) e como Laura-Louise McBirney no filme de terror psicológico Rosemary's Baby (1968), ao lado dos atores veteranos Sidney Blackmer, Ruth Gordon, Ralph Bellamy e Maurice Evans.
Ela retornou à Broadway em 1971 na revivificação de No, No, Nanette com as colegas Ruby Keeler e Helen Gallagher. Kelly obteve um enorme sucesso como a empregada brincalhona e sapateadora, e ganhou o Tony Award de Melhor Atriz Coadjuvante em Musical por sua atuação no show. Ela igualou esse sucesso no ano seguinte, quando estrelou Irene com Debbie Reynolds, e foi novamente indicada ao Tony.
Em 1976, ela apareceu como a governanta Sra. Schmauss no filme de Walt Disney Freaky Friday, estrelado por Jodie Foster e Barbara Harris. Seu último papel em um longa-metragem foi em outra comédia da Disney, The North Avenue Irregulars (1979), também coestrelada por Harris, junto com Cloris Leachman, Edward Herrmann e Karen Valentine. A última aparição de Kelly na tela foi como convidada em um episódio de duas partes de The Love Boat em 1979.

## Vida pessoal
Kelly era abertamente lésbica. Ela revelou publicamente ser uma "sapata" durante a década de 1930, quando revelou à revista Motion Picture que morava com a atriz Wilma Cox há vários anos e não tinha intenção de se casar. Mais tarde, ela confirmou que teve um caso com Tallulah Bankhead quando trabalhava como assistente pessoal de Bankhead.
Certa vez, foi relatado que ela já esteve temporariamente noiva de um militar chamado Otto Malde em 1942, mas o casamento nunca se materializou. “Não importa para mim se você é soldado raso, sargento ou tenente”, disse ela à imprensa, “mas acho que teremos que esperar”.
Kelly adorava comida e acabou aprendendo a cozinhar bem. Ela disse: “Vou sair do meu caminho a qualquer hora para pegar um coquetel de camarão”. Nas sobremesas, ela gostava de torta de maçã e limão, gelatinas, sorvetes e torta de pêssego, para a qual tinha uma receita especial. “Sou louca por pão. “Gosto especialmente de biscoitos quentes e na costa temos um cozinheiro sulista que pode fazer mais tipos de pães quentes do que eu jamais imaginei que existissem. E de manhã gosto de bolo de café e bolo de migalhas, principalmente se forem caseiros. Ela era conhecida por ter afinidade com molhos. Ela também gostava de purê de batata. "Amasse-os; e se eu fosse homem, me casaria com você a qualquer momento." Aos domingos, ela recebia convidados e servia frango, peru ou rosbife. Ela também adorava batata-doce coberta com marshmallows. "Eles têm gosto de um milhão de dólares”, proclamou Kelly. “Gosto de bife de qualquer maneira”, acrescentou ela, “e gosto de vagem, com creme ou apenas com manteiga, purê de nabo, abóbora laranja e creme de espinafre. E se você quiser me fazer divinamente feliz, dê-me costeletas e repolho."
Fã fanática de cinema, ela passava muitas noites divertidas indo ao cinema, às vezes vendo sete ou oito por semana. "O que você faz nas outras duas noites?" ela foi questionada. "Bem... não há realmente nada para eu fazer. Eu apenas fico sentada desejando que houvesse mais filmes para ver. Mas, quando você vê oito ou dez filmes por semana, o estoque realmente acaba." Quando não estava indo ver um filme, ela passava o tempo livre jogando cartas com os amigos ou jogando roleta em Redondo Beach.
Quando questionada se ela foi ver algum show no palco, ela respondeu: "Bem, quando vou para o Leste e vejo alguns shows", ela disse, "as multidões e as aberturas me fazem sentir um formigamento. Mas eu não trocaria isso para Hollywood. Na verdade, sou provavelmente a fã de cinema mais fanática da cidade. Vejo um filme quase todas as noites. Este é um lugar maluco. Se você vai a lugares e bebe, as pessoas falam. Se você vai a algum lugar e bebe, as pessoas falam. Se você não bebe e não vai a lugares, eles ainda conversam. Não me importo com o que dizem porque não vou a boates e grandes festas. As pessoas aparecem aqui e jogamos badmínton. Gosto de jogar à noite. Às vezes jogamos um pouco pôquer. Ted Healy é meu melhor cliente, ele, Jack Haley e alguns outros. Eu não faço muito mais. Uma vez comecei a jogar golfe, mas perdi cinco bolas nos dois primeiros buracos, então disse para o inferno com isso. Quando estou tentando reduzir, ando de duas bicicletas e apanho de uma massagista. Geralmente estou tentando reduzir porque o que mais gosto é comer. A maneira como costumo ficar antes de começar a trabalhar em um filme, minha barriga apareceria na tela três segundos antes de eu chegar. Ainda ando um pouco pela casa. Mas Eleanor Powell não precisa se preocupar... Durante todo esse tempo você nunca precisou pedir nada... um emprego, um novo contrato, mais dinheiro ou peças melhores. Parece bom demais para durar. As coisas simplesmente acontecem."
Em janeiro de 1980, Kelly sofreu um derrame enquanto estava em São Francisco que a fez perder a capacidade de falar. Ela foi internada no Englewood Nursing Home, em Englewood, Nova Jérsei, a conselho de sua velha amiga Ruby Keeler, onde fez terapia.

## Morte
Em 24 de setembro de 1981, Kelly morreu de câncer no Motion Picture & Television Country House and Hospital em Woodland Hills, Los Angeles, Califórnia. Seu funeral foi realizado em 28 de setembro na St. Malachy Roman Catholic Church, em Manhattan. Ela está enterrada ao lado de seus pais, John e Delia Kelly, no Calvary Cemetery, em Queens, Nova Iorque.
Por sua contribuição à indústria cinematográfica, ela tem uma estrela na Calçada da Fama de Hollywood, no 6669 Hollywood Boulevard, bem perto do Musso & Frank Grill.

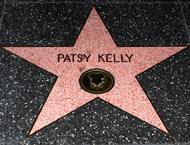
Estrela de Patsy Kelly na Calçada da Fama de Hollywood

## Créditos
Teatro
| Ano  | Título                     | Personagem                | Datas de apresentação                            |
| ---- | -------------------------- | ------------------------- | ------------------------------------------------ |
| 1927 | Harry Delmar's Revels      | vários                    | (28 de novembro de 1927 - março de 1928)         |
| 1928 | Three Cheers               | Bobbie Bird               | (15 de outubro de 1928 - 13 de abril de 1929)    |
| 1929 | Earl Carroll's Sketch Book | vários                    | (1 de julho de 1929 - 7 de junho de 1930)        |
| 1930 | Earl Carroll's Vanities    | vários                    | (1 de julho de 1930 - 3 de janeiro de 1931)      |
| 1931 | The Wonder Bar             | Electra Pivonka           | (17 de março de 1931 - 29 de maio de 1931)       |
| 1932 | Flying Colors              | Lessie Bevis/Sra. McVitty | (15 de setembro de 1932 - 25 de janeiro de 1933) |
| 1955 | Dear Charles               | Madame Bouchemin          | (15 de setembro de 1954 - 29 de janeiro de 1955) |
| 1971 | No, No, Nanette            | Pauline                   | (7 de janeiro de 1971 - 28 de outubro de 1972)   |
| 1973 | Irene                      | Sra. O'Dare               | (13 de março de 1973 - 3 de maio de 1975)        |

Curta-metragens
- The Grand Dame (1931)
- Beauty and the Bus (1933) em parceria com Thelma Todd
- Backs to Nature (1933) em parceria com Thelma Todd
- Air Fright (1933) em parceria com Thelma Todd
- Babes in the Goods (1934) em parceria com Thelma Todd
- Soup and Fish (1934) em parceria com Thelma Todd
- Roamin' Vandals (1934)
- Maid in Hollywood (1934) em parceria com Thelma Todd
- I'll Be Suing You (1934) em parceria com Thelma Todd
- Three Chumps Ahead (1934) em parceria com Thelma Todd
- One-Horse Farmers (1934) em parceria com Thelma Todd
- Opened By Mistake (1934) em parceria com Thelma Todd
- Done In Oil (1934) em parceria com Thelma Todd
- Bum Voyage (1934) em parceria com Thelma Todd
- Treasure Blues (1935) em parceria com Thelma Todd
- Sing Sister Sing (1935) em parceria com Thelma Todd
- The Tin Man (1935) em parceria com Thelma Todd
- The Misses Stooge (1935) em parceria com Thelma Todd
- Slightly Static (1935) em parceria com Thelma Todd
- Twin Triplets (1935) em parceria com Thelma Todd
- Hot Money (1935) em parceria com Thelma Todd
- Top Flat (1935) em parceria com Thelma Todd
- An All-American Toothache (1936) em parceria com Thelma Todd
- Pan Handlers (1936) em parceria com Pert Kelton
- At Sea Ashore (1936) em parceria com Lyda Roberti
- Hill-Tillies (1936) em parceria com Lyda Roberti
- Babies, They're Wonderful! (1947)

Filmografia
| Ano  | Título                            | Personagem                                    | Notas                                  |
| ---- | --------------------------------- | --------------------------------------------- | -------------------------------------- |
| 1929 | A Single Man                      | não creditada/desconhecido/pouco              | filme mudo                             |
| 1933 | Going Hollywood                   | Jill Barker                                   |                                        |
| 1934 | The Countess of Monte Cristo      | Mimi Schmidt                                  |                                        |
| 1934 | The Girl from Missouri            | Kitty Lennihan                                |                                        |
| 1934 | The Party's Over                  | Mabel                                         |                                        |
| 1934 | Transatlantic Merry-Go-Round      | Patsy Clarke                                  |                                        |
| 1935 | Go into Your Dance                | Irma 'Toledo' Knight                          |                                        |
| 1935 | Every Night at Eight              | Daphne O' Connor                              |                                        |
| 1935 | Page Miss Glory                   | Betty                                         |                                        |
| 1935 | Thanks a Million                  | Phoebe Mason                                  |                                        |
| 1936 | Private Number                    | Gracie                                        |                                        |
| 1936 | Kelly the Second                  | Molly Patricia Kelly                          | Primeiro longa-metragem estrelado      |
| 1936 | Sing, Baby, Sing                  | Fitz                                          |                                        |
| 1936 | Pigskin Parade                    | Bessie Winters                                | Título alternativo: Harmony Parade     |
| 1937 | Nobody's Baby                     | Kitty Reilly                                  |                                        |
| 1937 | Pick a Star                       | Nellie Moore                                  |                                        |
| 1937 | Ever Since Eve                    | Sadie Day, aka Susie Wilson                   |                                        |
| 1937 | Wake Up and Live                  | Patsy Kane                                    |                                        |
| 1938 | Merrily We Live                   | Etta                                          |                                        |
| 1938 | There Goes My Heart               | Peggy O'Brien                                 |                                        |
| 1938 | The Cowboy and the Lady           | Katie Callahan                                |                                        |
| 1939 | The Gorilla                       | Kitty                                         |                                        |
| 1940 | Hit Parade of 1941                | Judy Abbott                                   | Título alternativo: Romance and Rhythm |
| 1941 | Road Show                         | Jinx                                          |                                        |
| 1941 | Topper Returns                    | Emily                                         |                                        |
| 1941 | Broadway Limited                  | Patsy Riley                                   |                                        |
| 1941 | Playmates                         | Lulu Monahan                                  |                                        |
| 1942 | Sing Your Worries Away            | Bebe McGuire                                  |                                        |
| 1942 | In Old California                 | Helga                                         |                                        |
| 1943 | Ladies' Day                       | Hazel Jones                                   |                                        |
| 1943 | Arrivano i titani                 | Gertie Rosenthal                              |                                        |
| 1943 | Danger! Women at Work             | Terry Olsen                                   | Último longa-metragem estrelado        |
| 1960 | Please Don't Eat the Daisies      | Maggie                                        |                                        |
| 1960 | The Crowded Sky                   | Gertrude Ross                                 |                                        |
| 1964 | The Naked Kiss                    | Mac, a enfermeira-chefe                       |                                        |
| 1966 | The Ghost in the Invisible Bikini | Myrtle Forbush                                |                                        |
| 1967 | C'mon, Let's Live a Little        | Sra. Fitts                                    |                                        |
| 1968 | Rosemary's Baby                   | Laura-Louise McBirney                         |                                        |
| 1970 | The Phynx                         | Ela mesma                                     |                                        |
| 1976 | Freaky Friday                     | Sra. Schmauss                                 |                                        |
| 1979 | The North Avenue Irregulars       | Sra. Rose Rafferty / Blarney Stone, Irregular | Título alternativo: Hill's Angels      |

Créditos de TV
| Ano       | Título                    | Personagem                          | Notas |
| --------- | ------------------------- | ----------------------------------- | --- |
| 1952-53   | All Star Revue            | Vários                              | 6 episódios                                                                                                 |
| 1955      | Lux Video Theatre         |                                     | Episódio: "One Foot in Heaven"                                                                              |
| 1957      | Kraft Television Theatre  |                                     | Episódio: "The Big Break"                                                                                   |
| 1959      | 26 Men                    | Big Kate                            | Episódio: "The Last Kill"                                                                                   |
| 1960      | Laramie                   | Bea                                 | Episódio: "The Legend of Lily"                                                                              |
| 1960      | The Untouchables          | Slapsie Sadie                       | Episódio: "Head of Fire: Feet of Clay"                                                                      |
| 1960      | Alfred Hitchcock Presents | Minnie Redwing                      | Episódio: "Outlaw in Town"                                                                                  |
| 1962      | The Dick Van Dyke Show    | Jurado                              | Episódio: "One Angry Man"                                                                                   |
| 1962      | Pete and Gladys           | Katy                                | Episódio: "The Case of the Gossipy Maid"                                                                    |
| 1963      | Arrest and Trial          | Catalina                            | Episódio: "Call It a Lifetime"                                                                              |
| 1964      | Burke's Law               | Big Mouth Annie / Agatha Beauregard | Episódios: "Who Killed Mr. Cartwheel" e "Who Killed WHO IV?"                                                |
| 1966      | Vacation Playhouse        | Senhorita Primrose                  | Episódio: "My Son, The Doctor"                                                                              |
| 1966      | The Wild Wild West        | Sra. Bancroft/Prudence Fortune      | Episódios: "The Night of the Bogus Bandits" e "The Night of the Big Blast"                                  |
| 1967      | The Man from U.N.C.L.E.   | Mama Sweet                          | Episódio: "The Hula Doll Affair"                                                                            |
| 1967      | Laredo                    | Abbie Heffernan                     | Episódio: "A Question of Guilt"                                                                             |
| 1968      | Bonanza                   | Sra. Neeley                         | Episódio: "A Girl Named George"                                                                             |
| 1969      | Love, American Style      | Sra. Hennessy                       | Segmento: "Love and the Watchdog"                                                                           |
| 1969      | The Pigeon                | Sra. Macready, a senhoria           | Telefilme                                                                                                   |
| 1970      | Barefoot in the Park      | Velha Senhora                       | Episódio: Pilot                                                                                             |
| 1975-1976 | The Cop and the Kid       | Brigid Murphy                       | 11 episódios                                                                                                |
| 1979      | The Love Boat             | Mabel Hopkins                       | Episódio: The Love Lamp Is Lit/Critical Success/Rent a Family/Take My Boyfriend, Please/The Man in Her Life |

## Gravações
"I'm Gonna Hang My Hat On The Tree That Grows in Brooklyn" (Shapiro/Pescal/Cherig) interpretada por Al Goodman e sua orquestra. Cantada por Patsy Kelly e Barry Wood; V-Disc, novembro de 1944